# Pian dei Corsi
Il Pian dei Corsi è una montagna delle Prealpi Liguri alta 1028 m. Si trova in provincia di Savona (Liguria).

## Toponimo

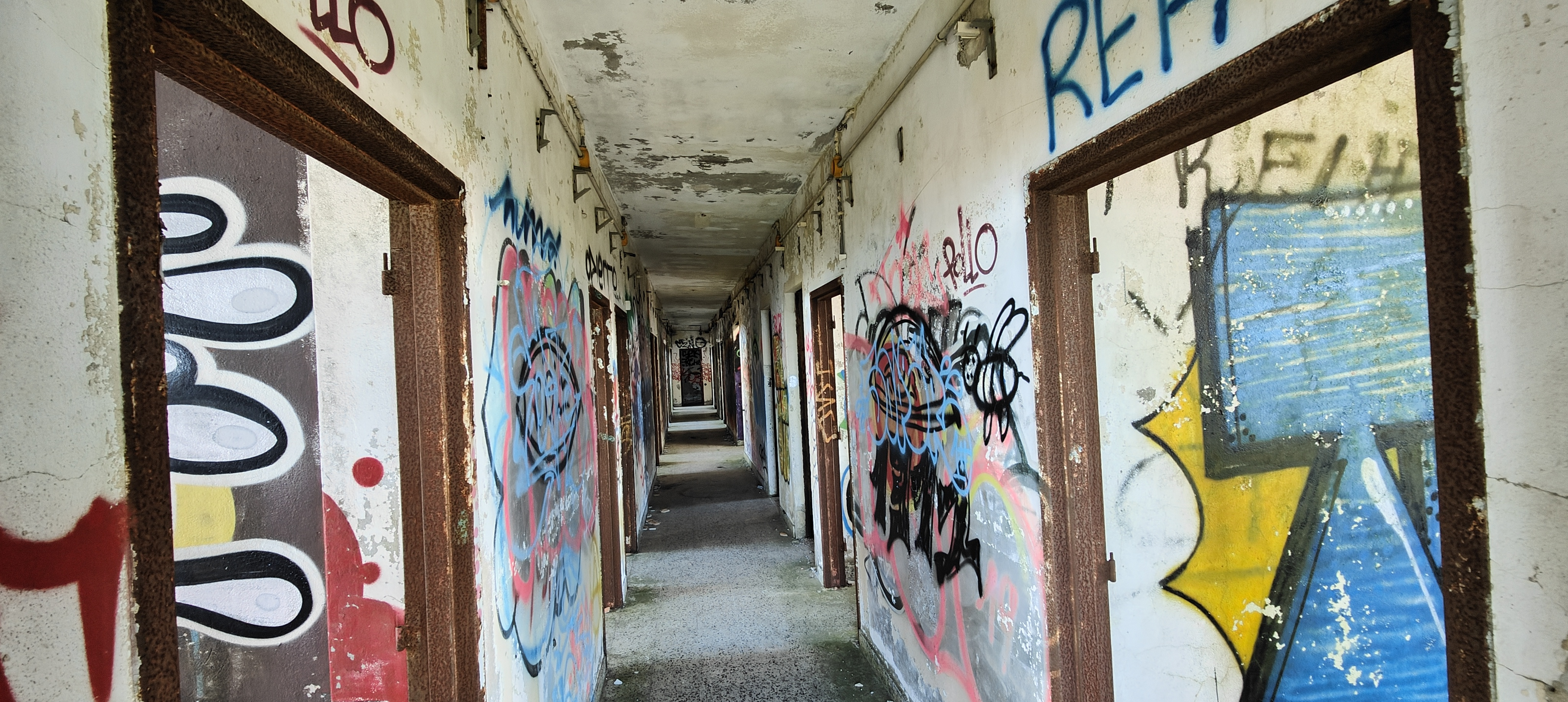
Graffiti all'interno della ex-base

Il nome del rilievo, come anche quello di alcuni altri luoghi dell'entroterra ligure, deriva dalle compagnie di militari che, fino all'inizio del XVIII secolo, venivano arruolati in Corsica della Repubblica di Genova. Spesso queste unità venivano impiegate sulle montagne per la repressione del brigantaggio.

## Caratteristiche
La montagna si colloca sullo spartiacque ligure/padano e ricade in comune di Calice Ligure. Il crinale prosegue verso est con la Colla di Cravarezza (908 m), dopo la quale la quota si rialza con il Bric del Borro (992 m) e scende poi alla Colla di San Giacomo. Nella direzione opposta la catena principale procede in direzione del Monte Settepani con il Bric Quoggia (o Chioggia, 1040 m) e la sella della Madonna della Neve (935 m). La zona è molto panoramica ed offre un interessante punto di vista sia sulle Alpi che sulla Riviera di Ponente.

## Storia
La zona circostante a Pian dei Corsi fu teatro sul finire del XVIII secolo degli scontri tra l'esercito francese e l'armata austro-piemontese nel 1794 e ancora nel luglio del 1795 con gravosi fatti di rappresaglie da ambe le parti. Antica testimonianza della presenza di Napoleone Bonaparte e del suo esercito sono il ritrovamento di trincee nei pressi della sua sommità.
Negli anni venti del Novecento l'area del Pian dei Corsi fu oggetto di prospezioni minerarie che evidenziarono la presenza di grafite e antracite.
Durante la Resistenza la zona fu occupata dai partigiani, in particolare quelli inquadrati nel distaccamento "Rabagliati", al comando di Genesio Rosolino, un pescatore di Oneglia, e fu teatro di scontri con le truppe nazifasciste. Il 2 febbraio del 1945 due colonne di una controbanda fascista, favorite dalla neve, sparando all'impazzata tra le tende piombarono in piena notte nell'accampamento partigiano di Pian dei Corsi. Si contarono undici vittime, in uno degli episodi più gravi della storia della Resistenza ligure. Sul posto alla memoria dei caduti si trova oggi una lapide. Nel secondo dopoguerra Pian dei Corsi divenne sede di una base NATO, dotata di apparecchiature radar per il controllo dello spazio aereo.
La base venne abbandonata all'inizio degli anni novanta, e vi fu installato un piccolo parco eolico. Gli edifici sono ora in stato di abbandono e molti di essi sono stati ricoperti da graffiti. La vecchia base diventa a volte sede di rave party non autorizzati.

## Accesso
Pian dei Corsi è collegato da una stradina asfaltata ai centri abitati circostanti e al vicino Colle del Melogno. La salita ciclistica è considerata piuttosto ripida e impegnativa. Si può anche arrivare a piedi con una breve digressione rispetto al tracciato dell'Alta Via dei Monti Liguri, nella tappa che collega il Colle del Melogno con la Colla di San Giacomo.

### Punti di appoggio
Non lontano da Pian dei Corsi, in comune di Rialto, si trova il Rifugio Pian dei Corsi. Di proprietà della Regione Liguria, dispone di circa trenta posti letto divisi in quattro camere. La struttura è annessa al vivaio forestale omonimo ed è accessibile su prenotazione.